# Paramiella incisa
Paramiella incisa là một loài ốc đất liền có mang và nắp (động vật chân bụng)|nắp ốc, là động vật chân bụng sống trên cạn động vật thân mềm thuộc họ Neocyclotidae. Nó là loài đặc hữu của Micronesia.